# Caffrogobius natalensis
Caffrogobius natalensis är en fiskart som först beskrevs av Günther, 1874.  Caffrogobius natalensis ingår i släktet Caffrogobius och familjen smörbultsfiskar. Inga underarter finns listade.